# Maronnage
Pour les articles ayant des titres homophones, voir Marronnage (homonymie).

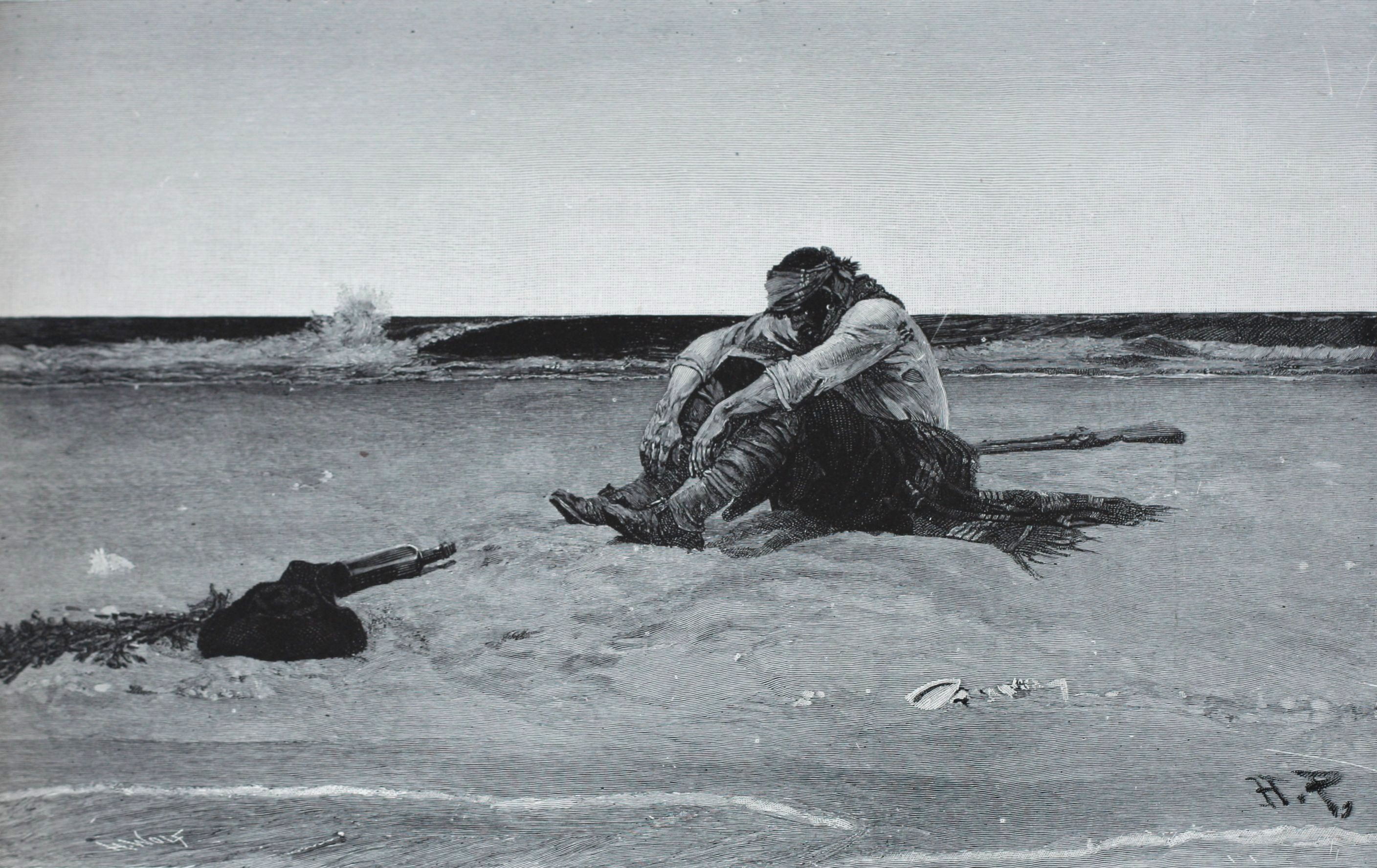
Illustration de Howard Pyle de 1887.

Le maronnage désigne l'acte d'abandonner quelqu'un dans un endroit inhabité, tel une île déserte ou un banc de sable. Le terme est apparu autour de l'année 1709 et est un dérivé du mot maroon, un mot désignant un esclave fugitif.

## Histoire
La coutume voulait que la personne soit abandonnée, la plupart du temps sans eau ni nourriture, avec son pistolet, de la poudre et des balles lui permettant de se suicider . Le maronnage se révélait souvent mortel, quoique certaines victimes aient survécu, comme le capitaine Edward England ou William Greenaway abandonné en 1718 sur Green Key aux Bahamas avec 7 compagnons. 
La pratique du maronnage était particulièrement courante aux XVIIe et XVIIIe siècles, et certains articles du code des pirates, ou Chasse-Partie, la décrivait comme une punition pour avoir désobéi. 
L'exemple le plus fameux est celui vécu par le marin Alexandre Selkirk qui demanda à être abandonné sur une île après un désaccord avec son capitaine Thomas Stradling (qui était le partenaire de William Dampier). Il y resta plus de quatre années durant lesquelles il aurait appris à danser à des chats sauvages et des chèvres, avant d'être secouru. Son histoire inspira par la suite le roman Robinson Crusoé de Daniel Defoe.

## Culture populaire
- Le maronnage est mentionné dans le roman L'Île au trésor de Robert Louis Stevenson : le personnage de Ben Gun raconte qu'il a été maronné sur l'île par un capitaine marchand qui ne croyait pas son histoire selon laquelle le trésor du capitaine Flint y avait été enterré.

- Dans Pirates des Caraïbes, le personnage de Jack Sparrow est par deux fois maronné sur un îlot désert par son ennemi juré, le capitaine Hector Barbossa.

- Dans "Survivalcraft", le joueur est maronné sur une île déserte au début de la partie.